# Strzelanina w szkole w Rio de Janeiro
Strzelanina w szkole w Rio de Janeiro – strzelanina, do której doszło 7 kwietnia 2011 roku w szkole podstawowej w Rio de Janeiro, w dzielnicy Realengo. Sprawcą był 23-letni Wellington Menezes de Oliveira. W strzelaninie zginęło 13 osób, a 22 zostały ranne.

## Przebieg
Napastnik wszedł do budynku szkoły o godz. 8:30 rano czasu miejscowego. Najpierw udał się do biura szkolnego, gdzie przez chwilę rozmawiał z członkami personelu szkoły. Następnie wszedł do klasy i zaczął strzelać do uczniów. Strzelał głównie do dziewcząt, aż 10 z 12 ofiar Oliveiry stanowiły właśnie dziewczęta. Po dokonaniu masakry de Oliveira popełnił samobójstwo.

## Ofiary[4]
- Ana Carolina Pacheco da Silva (13 lat)
- Bianca Rocha Tavares (13 lat)
- Géssica Guedes Pereira (14 lat)
- Igor Moraes (12 lat)
- Karine Chagas de Oliveira (14 lat)
- Larissa dos Santos Atanásio (13 lat)
- Laryssa Silva Martins (13 lat)
- Luiza Paula da Silveira (14 lat)
- Mariana Rocha de Souza (12 lat)
- Milena dos Santos Nascimento (14 lat)
- Rafael Pereira da Silva (14 lat)
- Samira Pires Ribeiro (13 lat)
- Wellington Menezes de Oliveira (23 lata)

## Sprawca
Sprawcą masakry był 23-letni Wellington Menezes de Oliveira (ur. 13 lipca 1987), który był dawnym uczniem szkoły, w której dokonał masakry. Jeden z jego sąsiadów stwierdził, że Oliveira przeszedł na islam na niedługo przed masakrą, ale nie wiadomo czy tak stało się naprawdę. Dwa dni przed strzelaniną Oliveira nagrał film na którym opowiadał o zjawisku bullyingu (prześladowania szkolnego) i potrzeby rozprawienia się z osobami, które stosują go wobec słabszych. Według niektórych doniesień Oliveira był prześladowany w szkole jako nastolatek z powodu utykania. Sprawca zostawił także list pożegnanalny, w którym stwierdził m.in., że kontakty seksualne są nieczyste.